# کویچی توچیکا
کویچی توچیکا (انگلیسی: Kōichi Tōchika؛ زادهٔ ۲۰ اکتبر ۱۹۷۱) صداپیشگی در ژاپن اهل ژاپن است. وی از سال ۱۹۹۲ میلادی تاکنون مشغول فعالیت بوده‌است.